# عنقيات الخرطوم
عنقيات الخرطوم أو أوشينورينكا (الاسم العلمي: Auchenorrhyncha) هي رتيبة من الحشرات تتبع رتبة نصفيات الأجنحة من صنف الجناحيات.

## التصنيف
- دون رتبة زيزيات الشكل
  - فوق فصيلة قافزات الأوراق وأشباهها
    - قافزات الأوراق
      - التيفلاوات
        - الإمبواسكاوية
          - الإمبواسكة

  - فوق فصيلة الزيزيات
  - فوق فصيلة المزبديات
- دون رتبة فلقوريات الشكل
  - فوق فصيلة الفلقورينات